# Согдийска азбука
Согдийската азбука е създадена на базата на сирийската азбука, която на свой ред произлиза от арамейската. На нея са писани много будистки, манихейски, несториански и зорострийски текстове, както и писма, юридически документи и други светски текстове. Обикновено се пишело хоризонтално от дясно наляво. По-късно, може би под китайско влияние, започва да се пише вертикално, но за разлика от китайската писменост, колоните се подреждат от ляво надясно. Тази система е запазена в монголската азбука.
Согдийската азбука е основа на староуйгурската азбука.